# FM.04
«FM.04» (исп. Frecuencia 04) — молодёжный аргентинский сериал 2004 года, демонстрировавшийся в Аргентине каналом Telefe. В России сериал транслировали на Teen TV в 2005 и Муз-ТВ в 2009.

## Сюжет
Сериал повествует о жизни музыкально одаренных подростков, выступающих в старом здании, именуемом «Склад». Они не только пытаются добиться успеха в музыке, но и повзрослеть, разобраться в своих чувствах — а сцена помогает им в этом.

## В ролях
- Лисса — Лисса Вера
- Фису — Артуро Фрутос
- Джагер — Людовико Де Санто
- Лукас — Эстебан Колетти
- Махо — Нора Албахари
- Валентина — Барбара Гарсиа
- Макси — Себастьян Франсини
- Педро — Гонсало Хередиа
- Натали — Натали Перес
- Начо — Эмануэль Ариас
- Гидо — Дарио Дука
- Феде — Федерико Де Лорио
- Рене — Августина Куинси
- Тойя — Элиана Гонсалес
- Гастон — Гастон Далмау
- Люпе — Габриела Гроппа
- Флор — Флоренсия Отеро
- Ева — Хуана Репето
- Негро — Хуан Диего Вест
- Мальвина — Гвадулепа Альверес Лучиа
- Сестрёнка Джагера Айлин — Камила Фиарди Маса
- Хуан — Хуан Де Андре
- Эль Коло — Диего Викас
- Мариано  — Миша Аробелидзе